# Robert Solow
Robert Merton Solow (23 tháng 8 năm 1924  –  21 tháng 12 năm 2023) là một học giả kinh tế Hoa Kỳ, ông được biết đến với các đóng góp của ông về lý thuyết tăng trưởng kinh tế mà đỉnh cao là mô hình tăng trưởng ngoại sinh được đặt tên theo tên của ông. Ông đã được trao giải John Bates Clark (1961), giải Nobel Kinh tế (1987), giải thưởng Nhà nước về Khoa học (1999).

## Cuộc đời
Solow sinh ra trong một gia đình người Do Thái. Ông được hưởng một nền giáo dục cơ bản rất tốt tại New York. Năm 1940, ông trở thành sinh viên có học bổng của Đại học Harvard. Cuối năm 1942, ông tạm dời ngôi trường này để gia nhập quân đội và chiến đấu tại Bắc Phi và Ý cho đến hết Chiến tranh thế giới thứ hai.
Năm 1945, ông quay trở lại Đại học Harvard học tiếp. Năm 1949, ông được mời làm giảng viên môn thống kê và toán kinh tế tại Khoa Kinh tế, Học viện Công nghệ Massachusetts. Từ năm 1949 đến năm 1950, ông học thêm về thống kê tại Đại học Colombia. Ông giành được học vị tiến sĩ kinh tế tại Đại học Harvard.
Năm 1961-62, Robert Solow tham gia Hội đồng tư vấn kinh tế cho Tổng thống John F. Kennedy. Năm 1968-1970, ông tham gia Ủy ban Bình ổn Thu nhập của Tổng thống.
Ông qua đời ở tuổi 99 tại nhà riêng ở Lexington, Massachusetts vào ngày 21 tháng 12 năm 2023.

## Sự nghiệp
Năm 1956, Solow công bố nghiên cứu "The Economic Record" trong đó ông trình bày về các nhân tố quy định tăng trưởng kinh tế. Sử dụng mô hình toán, Solow đã tính ra rằng bốn phần năm mức tăng trưởng sản lượng bình quân trên một lao động của Hoa Kỳ là nhờ sự tiến bộ về công nghệ. Mô hình tăng trưởng kinh tế nội sinh, vì thế, sau này hay được gọi là Mô hình tăng trưởng Solow hoặc Mô hình tăng trưởng Solow-Swan.
Solow còn là người đầu tiên phát triển một mô hình về tăng trưởng kinh tế với các loại vốn cũ. Ý tưởng của Solow trong mô hình tăng trưởng dùng vốn cũ là vốn mới có giá hơn vốn cũ bởi vì vốn được tạo ra dựa vào công nghệ đã biết và vì công nghệ liên tục phát triển. Sau này, các mô hình tăng trưởng kinh tế của Paul Romer và Robert Lucas, Jr. đều được phát triển trên cơ sở mô hình của Solow.
Kể từ sau khi Solow công bố công trình năm 1956, hàng loạt mô hình tăng trưởng kinh tế phức tạp đã được xây dựng, dẫn tới nhiều kết luận khác nhau về nguồn gốc của tăng trưởng kinh tế. Song cho đến nay, vẫn có nhiều nhà kinh tế sử dụng cách tính nguồn tăng trưởng của Solow để ước lượng sự đóng góp của các nhân tố thay đổi công nghệ, vốn và lao động vào tăng trưởng kinh tế.

## Một số trước tác trứ danh
- Solow, Robert M (1956). "A Contribution to the Theory of Economic Growth". Quarterly Journal of Economics. Quyển 70 số 1. The MIT Press. tr. 65–94 . doi:10.2307/1884513. JSTOR 1884513.
- Solow, Robert M (1957). "Technical Change and the Aggregate Production Function". Review of Economics and Statistics. Quyển 39 số 3. The MIT Press. tr. 312–320. doi:10.2307/1926047. JSTOR 1926047.
- Linear Programming and Economic Analysis. New York: McGraw-Hill. 1958.
- The New Industrial State or Son of Affluence. Galbraith, John Kenneth. Indianapolis: Bobbs-Merrill. 1967.{{Chú thích sách}}:  Quản lý CS1: khác (liên kết)
- Solow, Robert M (1974). "The Economics of Resources or the Resources of Economics". The American Economic Review. Quyển 64 số 2. American Economic Association. tr. 1–14. JSTOR 1816009.
- Solow, Robert (2003). "Lessons Learned from U.S. Welfare Reform". Prisme. số 2. Cournot Centre for Economic Studies. Bản gốc lưu trữ ngày 23 tháng 10 năm 2013.
- Solow, R. M. (2007). "The last 50 years in growth theory and the next 10". Oxford Review of Economic Policy. Quyển 23 số 1. tr. 3–14. doi:10.1093/oxrep/grm004.